# Lira tripolitana
La lira tripolitana (in arabo: ليره, in inglese Tripolitanian lira) era la valuta d'occupazione della Libia controllata dall'esercito britannico, anche dopo la trasformazione del territorio in Amministrazione Fiduciaria delle Nazioni Unite nel 1945, tra il 1943 e il 1951. Era emessa dall'"Autorità Militare in Tripolitania" e circolava anche in Cirenaica, ma non in Fezzan, dove circolava il Franco algerino, con una finalità simile a quella delle am-lire nel territorio metropolitano: far pagare agli abitanti della nazione sconfitta il costo della gestione militare del paese.
Essendo una valuta integrativa in corso forzoso, essa non sostituì la lira italiana, ma, essendo posta sul mercato per decreto con lo stesso valore della vecchia valuta, pur essendo totalmente scoperta in quanto non garantita da un deposito in oro, generò uno spaventoso fenomeno inflazionistico, tanto che in breve tempo le vecchie monete spicce in centesimi italiani uscirono dalla circolazione per disuso. La lira, sia quella italiana che quella d'occupazione, fu infine sostituita nel 1951 dalla sterlina libica, al cambio di 1 sterlina libica ogni 480 lire.

## Monete
In quanto valuta d'occupazione destinata ad incrementare brutalmente il circolante, la lira tripolitana non sostituì negli scambi le monete in lire italiane.

## Banconote
Furono stampate banconote del valore di 1, 2, 5, 10, 50, 100, 500 e 1000 lire, circolanti insieme alle vecchie banconote italiane.
Le banconote recavano sul fronte la dizione "ISSUED BY THE MILITARY AUTHORITY IN TRIPOLITANIA" in alto e l'equivalente dizione in arabo in basso. Il valore era scritto in alfabeto latino ed in arabo. Il fronte era completato dalla corona con sopra il leone. Al retro il valore. Il plurale era "lire".